# Bá quốc Moravia
Phiên địa Bá quốc Moravia (tiếng Séc: Markrabství moravské; tiếng Đức: Markgrafschaft Mähren) hay còn gọi là "Phiên hầu quốc Moravia". Nó là một trong những vùng đất cấu thành nên Lãnh thổ vương quyền Bohemia thuộc Đế chế La Mã Thần thánh, tồn tại từ năm 1182 đến năm 1918. Nó được quản lý chính thức bởi các nhà cai trị có tước phong "Markgraf", và độc lập trên thực tế, dưới quyền của Công tước và sau là Vua của Bohemia. Lãnh thổ của Bá quốc bao gồm một khu vực lịch sử được gọi là Moravia, nằm trong Cộng hòa Séc ngày nay. 